# الحركة الكشفية والإرشادية السويسرية
الحركة الكشفية والإرشادية السويسرية هي الكشافة الوطنية والتوجيهية في سويسرا. تأسست الحركة الكشفية في سويسرا في عام 1912 وكانت من بين الأعضاء المؤسسين للمنظمة العالمية للحركة الكشفية في عام 1922 وبين الأعضاء المؤسسين للجمعية العالمية للمرشدات وفتيات الكشافة في عام 1928. وتضم الحركة 45,000 عضو في 600 مجموعة محلية (اعتبارا من 2010).

## روابط خارجية
- الصفحة الرئيسية